# 庸州 (大业)
庸州，中国隋朝时设置的州。
隋炀帝大业二年（606年），改亭州为庸州，下辖盐水县（今湖北省宜昌市长阳土家族自治县西）、巴山县（今湖北省长阳土家族自治县鸭子口乡巴山村）、清江县（今湖北省恩施市）、建始县（今湖北省建始县东北）、开夷县（今湖北省恩施市北）。大业三年（607年），改为清江郡。